# Associação Internacional de Maratonas e Corridas de Rua
Associação Internacional de Maratonas e Corridas de Rua (original:Association of International Marathons and Distance Races – AIMS) é uma associação atlética de corridas de longa-distância. Fundada em 1982 durante um encontro de diretores de maratonas, em 1986 foi ampliada para incorporar todo tipo de corrida de rua. Atualmente, mais de 350 destas provas em 98 países ao redor do mundo são membros da associação.
Entre seus fundadores estão Will Clooney, ex-diretor da Maratona de Boston, Fred Lebow, criador da Maratona de Nova York, Hiroaki Chosa, diretor da Maratona de Fukuoka e o brasileiro José Inácio Werneck, criador e primeiro diretor da Maratona do Rio de Janeiro.

## Objetivos
De acordo com o estatuto da organização, seus objetivos são:
- Fomentar e promover a corrida de longa distância em todo o mundo.
- Trabalhar junto com a Federação Internacional de Atletismo em todos os assuntos relacionados às corridas de rua internacionais.
- Trocar informações e dividir conhecimento entre os membros filiados.

## Medição de percursos e recordes mundiais
A AIMS trabalha em conjunto com a IAAF no sentido de certificar de que todas as corridas de rua filiadas sejam medidas apropriadamente. Tosas elas precisam ter a distância exata, certificada por um fiscal credenciado pela IAAF/AIMS. Além disso, par que um recorde mundial possa ser oficializado nestas provas, elas precisam satisfazer os critérios estipulados pela IAAF. Os mais importantes entre eles são:
- Uma prova poder ter no máximo um desnível topográfico em descida entre a largada e a chegada de 1 m por quilômetro da distância total da prova (Ex: no caso da maratona, que tem 42,195 km, o desnível máximo só pode ser de 42 metros).
- A distância entre a largada e a chega não pode ser superior a 50% da distância total da corrida.

A segunda exigência foi criada para impedir que um percurso possa se desenhado apenas para conseguir tempos rápidos, correndo sempre com o vento a favor dependendo das condições climáticas do local. Ela, entretanto, não se aplica com relação a provas que sirvam como seletivas para conseguir marcas qualificatórias para Jogos Olímpicos ou Campeonatos Mundiais.
Todas as corridas de rua que recebem o IAAF Road Race Label Events, um selo de qualidade da Federação para corridas consideradas mais importantes e de maior qualidade técnica, precisam estar adequadas a essas regras.